# Corpus Inscriptionum Semiticarum
Il Corpus Inscriptionum Semiticarum (acronimo: CIS)  è una collezione di antiche iscrizioni nelle lingue semitiche prodotte dalla fine del II millennio a.C. al periodo precedente l'Egira (622 d.C.).

## Storia

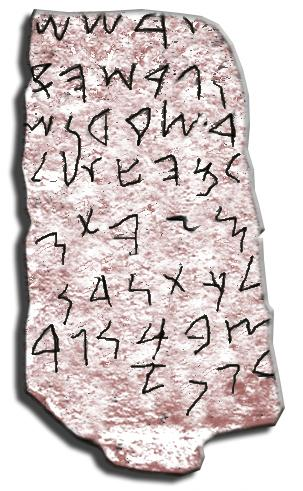
La stele di Nora. CIS I, 144

La data di nascita del progetto di pubblicare il Corpus delle iscrizioni nelle lingue semitiche viene fissata al 17 aprile 1867, allorché l'Académie des Inscriptions et Belles-Lettres francese accoglieva la proposta di una commissione guidata da Ernest Renan di dar vita, per le iscrizioni nelle lingue semitiche, a una iniziativa analoga a quelle, nate in Germania, dedicate alle iscrizioni in lingua greca (Corpus Inscriptionum Graecarum, CIG) e in lingua latina (Corpus Inscriptionum Latinarum, CIL). In quell'occasione si decise che la raccolta avrebbe dovuto contenere tutte le iscrizioni antiche scritte in "caratteri semitici". 
Pertanto non avrebbe considerato le iscrizioni cuneiformi, sebbene in lingua semitica; avrebbe invece contenuto, in un'Appendice, le iscrizioni cipriote, libiche, licie, panfiliche, ecc., che non venivano comprese nelle raccolte epigrafiche greche, o latine, o egizie, o assire. L'opera sarebbe stata scritta in lingua latina. Di ogni epigrafe sarebbe stata presentata la trascrizione in caratteri tipografici semitici e una traduzione in lingua latina. 
Il Corpus avrebbe avuto una introduzione generale. Il piano originale dell'opera era in dieci libri: I. iscrizioni fenicie, puniche e neopuniche; II. iscrizioni ebraiche e samaritane, facsimili di manoscritti antichi ebrei e samaritani; III iscrizioni aramaiche; IV. iscrizioni nella lingua di Palmira; V. iscrizioni nabatee; VI. in lingua siriaca; VII. in lingua mandaica; VIII. le iscrizioni arabe primitive; IX. himyaritiche; X. lingua amarica. Infine l'opera sarebbe stata conclusa da una Appendice.
Il programma fu poi fissato in cinque parti: I. Iscrizioni fenicie, puniche e neopuniche; II. Iscrizioni aramaiche, di Palmira, nabatee; III. Iscrizioni ebraiche; IV. Iscrizioni himyaritiche, sabee; V. Iscrizioni saracene, lihyanite, safaitiche e  thamudene.  L'uscita dell'opera subì notevoli ritardi innanzitutto per la guerra franco-prussiana (1870-71), poi per le difficoltà insorte nella fabbricazione dei caratteri fenici, la cui prima incisione non sembrò corretta alla luce delle iscrizioni scoperte in quegli anni, per cui bisognò rifarle. Il primo tomo della prima parte apparve pertanto solo nel 1881.
La pubblicazione dell'opera continuò fino al 1962, anno in cui venne interrotta. Col passare del tempo, tuttavia, le difficoltà proprie all'epigrafia semitica e l'obsolescenza della lingua latina come strumento di comunicazione suggerirono l'opportunità di creare, a fianco alla grande raccolta del Corpus Inscriptionum Semiticarum, una raccolta più piccola Répertoire d'Épigraphie sémitique (RES) per presentare senza ritardi e in modo volutamente conciso le iscrizioni semitiche a mano a mano che venivano conosciute. Il Répertoire era per il Corpus Inscriptionum Semiticarum ciò che l'Ephemeris epigraphica latina era per il Corpus Inscriptionum Latinarum.

## Opera
Corpus Inscriptionum ab Academia Inscriptionum et Litterarum Humaniorum conditum atque Digestum. Parisiis: E Reipublicae Typographeo, 1881-1962
- Pars 1: Inscriptiones Phoenicias continens
  - Tomus 1: Fasc. 1 (1881) & Fasc. 2 (1883); Fasc. 3 (1885); Fasc. 4 (1887); [Tabulæ].
  - Tomus 2: Fasc. 1 (1890) [Tabulæ]; Fasc. 2 (1897) [Tabulæ]; Fasc. 3 (1907) [Tabulæ]; Fasc. 4 (1909) [Tabulæ].
  - Tomus 3: Fasc. 1 (1926) [Tabulæ]; Fasc. 2 (1947) [Tabulæ]; Fasc. 3 (1962) [Tabulæ].
- Pars 2: Inscriptiones aramaicas continens  (Comprende: 2.1; 2.1 Tabulae; 3.1; 3.2)
- Pars 4: Inscriptiones Himyariticas et Sabaeas Continens (Comprende: 1: fasciculus primus; 2: fasciculus secundus; 4.1)
- Pars 5: Inscriptiones Saracenicas continens (Comprende: 1: Inscriptiones safaiticas; 2: Tabulae)